# Trix Terwindt
Beatrice Wilhelmina Marie Albertina (Trix) Terwindt (Arnhem, 27 februari 1911 – Oegstgeest, 7 april 1987) was een Nederlands verzetsstrijdster en geheim agente voor de Britse inlichtingendienst tijdens de Tweede Wereldoorlog. Zij was een van de agenten die slachtoffer werden van het Englandspiel en kort na hun aankomst in bezet Nederland in Duitse handen vielen. Zij was ook bekend als een van de eerste stewardessen bij de KLM. Na de oorlog heeft zij zich ingezet voor betere opvang en zorg voor mensen met een concentratiekampsyndroom.

## Biografie
Trix Terwindt was de dochter van Constant Terwindt en Albertina de Muelenaere. Zij was het jongste van zeven kinderen en groeide op in een streng katholiek en welvarend gezin. Haar zeer gelovige vader was steenfabrikant en haar moeder kwam uit een adellijke (Franstalige) Belgische familie. Terwindt deed de mulo als externe (thuiswonende) leerling aan het Arnhemse internaat Sacré-Coeur. Ze had belangstelling voor muziek en tekenen, maar kreeg van haar vader geen geld voor het volgen van een opleiding aan een conservatorium of tekenacademie. Van haar werd ook verwacht dat ze in haar eigen onderhoud zou voorzien, wat in de economische crisis in de jaren dertig niet eenvoudig was. In 1935 kreeg ze een baan in een galerie in Maastricht. Begin 1937 werd ze toegelaten tot de opleiding voor 'luchtgastvrouwen' bij de KLM. Zij hoorde bij de eerste lichting stewardessen, die erg tot de verbeelding spraken en veel belangstelling kregen van pers en publiek. Zij was een collega van de eerste KLM-stewardess Hilda Bongertman, die na de oorlog terechtstond wegens collaboratie.

## Tweede Wereldoorlog
Eind augustus 1939 was Terwindt aan boord van de laatste KLM-vlucht naar Duitsland vóór het uitbreken van de Tweede Wereldoorlog. Nadat Nederland in mei 1940 werd bezet vloog de KLM niet meer vanuit Nederland en Terwindt kreeg wachtgeld. Ze hield contact met KLM-collega's die haar in de zomer van 1941 in aanraking brachten met het verzet.
In maart 1942 werd Terwindt gevraagd een jonge cadet van de Koninklijke Militaire Academie, die zelf geen Frans sprak, naar Zwitserland te brengen. Zij wilde proberen om daarna van Zwitserland naar Engeland te komen zodat ze actief een bijdrage kon leveren aan de oorlog. Bij aankomst in Zwitserland werd ze eerst als illegale vreemdeling opgesloten. Via Frankrijk, Spanje en Portugal kwam ze op 26 augustus 1942 aan in Engeland. Koningin Wilhelmina verleende haar daar het Kruis van Verdienste.

### Englandspiel
In verband met haar ervaring in de luchtvaart en het verzet werd ze benaderd door kapitein Airey Neave van de Britse militaire inlichtingendienst. Hij organiseerde ontsnappingsroutes in bezet Europa waarlangs neergeschoten RAF-piloten terug konden komen naar Engeland. Neave vroeg Terwindt om zo'n ontsnappingsroute vanuit Nederland op te zetten. Onder de schuilnaam Beatrice Thompson kreeg zij een training bij de SOE, de Britse organisatie die agenten en saboteurs uitzond naar bezet gebied. In de nacht van 13 februari 1943 werd ze als 'agent Felix' per parachute bij Kallenkote gedropt. Ze werd direct opgepakt door de Duitse Sicherheitsdienst, die erin was geslaagd het geallieerd zendernetwerk te infiltreren en valse informatie te sturen naar Engeland (het Englandspiel). Terwindt werd tachtig uur ondervraagd. Zij liet geen informatie los en wist de indruk te wekken dat ze een onbelangrijke rol speelde in de inlichtingendienst en het verzet.

### Gevangenschap
Na het verhoor werd ze gevangen gezet in het seminarium van Haaren waar ook de andere in het Englandspiel gevangengenomen agenten verbleven. Hoewel de behandeling van de gevangenen in Haaren niet slecht was, leed ze mentaal erg onder de eenzame opsluiting en het verplichte nietsdoen. Toen de Duitsers in april 1944 het Englandspiel beëindigden, werd Terwindt naar het Oranjehotel in Scheveningen overgeplaatst. Vervolgens ging ze op transport naar het vrouwenconcentratiekamp Ravensbrück, waar ze verbleef in het Nacht und Nebel-blok met andere gevangenen wier terugkeer niet gewenst was. In februari 1945 werd ze, net als de andere opgepakte spionnen van het Englandspiel, overgeplaatst naar Mauthausen.
Van de 59 gevangengenomen agenten overleefden er maar vijf de oorlog, onder wie Terwindt. Toen Mauthausen werd bevrijd was zij sterk verzwakt. Het Rode Kruis bracht haar naar Sankt Gallen in Zwitserland, waar ze langzaam weer op krachten kwam. Haar gezondheid zou zich echter nooit meer volledig herstellen.
In 1948 getuigde ze voor de parlementaire enquêtecommissie die onderzoek deed naar het Nederlandse regeringsbeleid tussen 1940 en 1945. De commissie stelde haar vooral vragen over het Englandspiel. Anders dan veel verzetsstrijders en ex-geïnterneerden koesterde Terwindt geen wraakgevoelens tegen de Duitsers. Ze schreef op verzoek van voormalige ondervragers en bewakers uit Haaren verklaringen dat zij door hen altijd correct was behandeld. In de jaren zeventig sloot zij zich ook niet aan bij de protesten van het voormalige verzet tegen een vervroegde vrijlating van de Drie van Breda.

## Na de oorlog
De KLM benaderde Terwindt in het najaar van 1945 met de vraag om de leiding te nemen bij het opzetten van een nieuw stewardessenkorps. Daarnaast vloog ze ook zelf weer als hoofdstewardess. Een verzoek van koningin Wilhelmina om hofdame te worden wees ze af omdat ze wist dat ze zich niet zou kunnen voegen in het hofprotocol. Vanwege gezondheidsproblemen stopte ze in 1949 met haar werk bij de KLM. Over haar ervaringen als een van de eerste stewardessen schreef ze in 1951 het boek Een vrouw vloog mee.

### Emigratie
In 1951 emigreerde ze naar Canada om daar een boerenbedrijf te beginnen. Een jaar later keerde ze weer terug naar Nederland. Tijdens een reis ontmoette ze in Israël oud-collega John Scholte, die lid van de NSB was geweest en daarom in het buitenland werkte. Hij werd haar partner; ze woonden een paar jaar samen op Majorca. Vanwege haar verslechterde gezondheid keerde Terwindt eind 1963 terug naar Nederland. Toen Scholte in 1968 onverwacht overleed, stortte Terwindt lichamelijk en geestelijk in. In 1969 liet ze zich opnemen in de Jelgersmakliniek in Oegstgeest. Daar werd ze behandeld door psychiater Jan Bastiaans, die zich had gespecialiseerd in het behandelen van mensen met een concentratiekampsyndroom. Bij zijn (omstreden) behandeling hoorde ook het toedienen van lsd, dat volgens Bastiaans mensen in staat stelde verdrongen traumatische herinneringen te herbeleven. In de kliniek ontmoette ze haar tweede partner Kees Bal, die in 1979 overleed.

### Hulp voor kampslachtoffers
De laatste jaren van haar leven zette ze zich in voor kampslachtoffers én voor professor Bastiaans, die zwaar bekritiseerd werd vanwege zijn onorthodoxe behandelingsmethoden. Terwindt zag hem als een van de weinigen die daadwerkelijk hulp boden aan voormalige gevangenen van de concentratiekampen. In 1982 kruiste ze de degens met Gerrit Komrij, die in een NRC-column het concentratiekampsyndroom een verzinsel had genoemd. Toen Bastiaans in 1987 werd gedwongen met zijn werk te stoppen, schreef Terwindt een brief aan de redactie van de Volkskrant, waarin ze verklaarde desnoods voor het eerst van haar leven te gaan demonstreren. Ze wilde een kei op het Binnenhof leggen, als grafsteen voor oorlogsslachtoffers, met een krans, en een lint met als tekst "hier herdenken wij de oorlogsslachtoffers die uit wanhoop een einde aan hun leven maakten, omdat hen door hun lotgenoten, die er beter afkwamen en door de instanties die zich deskundig oordeelden, de kans ontnomen was bevrijd te worden van hun KZ-syndroom." Enkele dagen later stierf ze.

## Onderscheidingen en herdenking
Voor haar verzets- en spionagewerk ontving Terwindt naast het Kruis van Verdienste, het Bronzen Kruis en de Amerikaanse Medal of Freedom. In een aantal Nederlandse plaatsen, waaronder Rotterdam, Spijkenisse, Sassenheim, Leiden en Middelburg, zijn straten naar haar genoemd. In 2012 verscheen het boek Luchtmeisjes over Trix Terwindt en haar collega Hilda Bongertman.

## Publicaties
- Trix Terwindt. Een vrouw vloog mee, 1951.

## Meer informatie
- Ingrid van der Chijs. Luchtmeisjes: verzet en collaboratie van twee stewardessen, 2012, ISBN 9789038894348
- Radio-documentaire Luchtmeisjes
- Biografie Trix Terwindt Huijgens Instituut

- Biografisch Portaal: 06573712
- International Standard Name Identifier: 0000 0003 9106 2073
- Library of Congress Control Number: nb2012025713
- Nederlandse Thesaurus van Auteursnamen: 113801777
- Virtual International Authority File: 284761347
- WorldCat: E39PBJmxWpBf6QDM8BjWxC3JDq